# Muralhas de Conwy

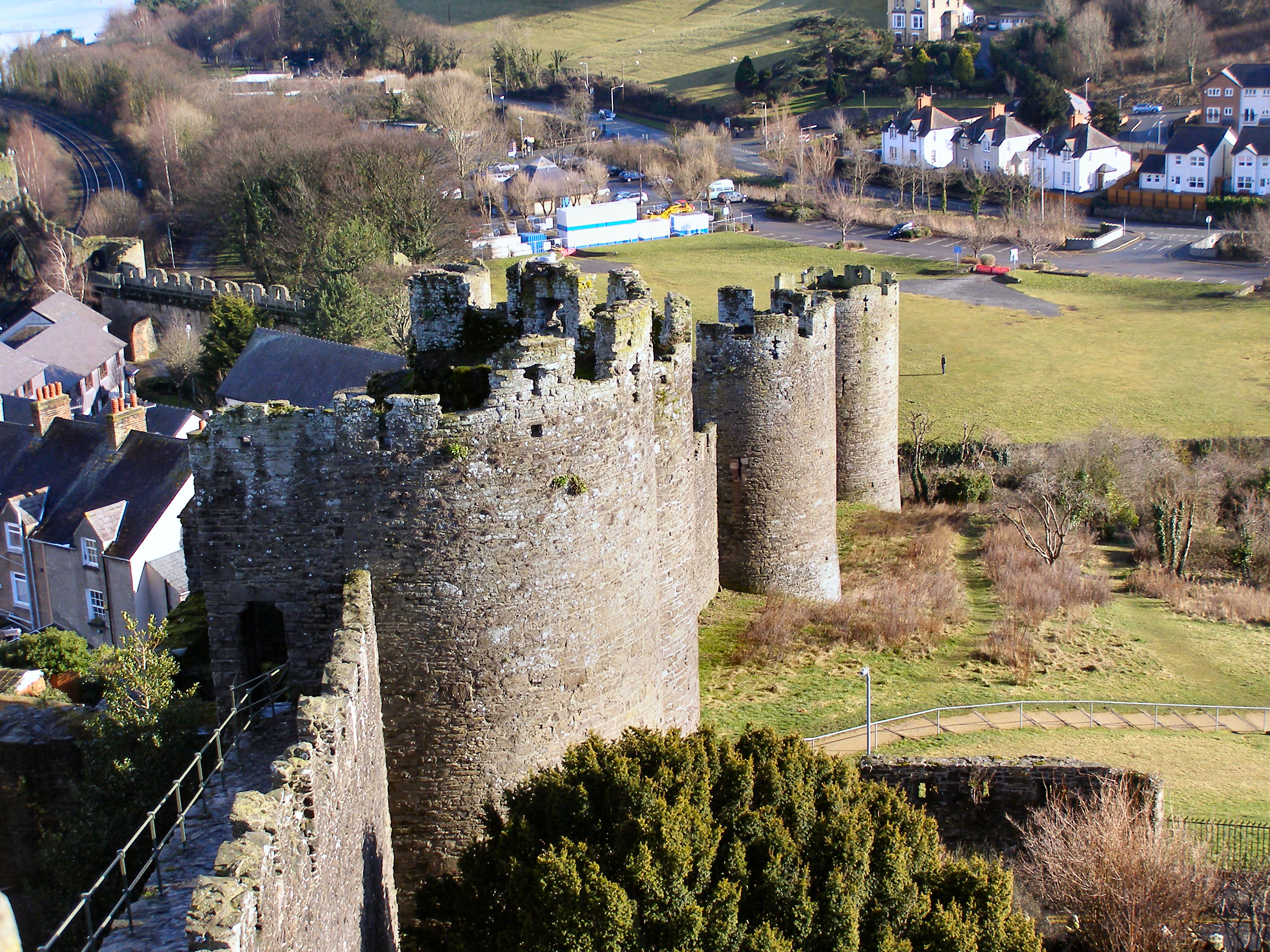
Muralha da China

As muralhas da cidade de Conwy são uma estrutura defensiva medieval ao redor da cidade de Conwy, no País de Gales. As muralhas foram erguidas entre 1283 e 1287 depois da fundação de Conwy por Eduardo I, e foram projetadas para formar um sistema integrado de defesa ao lado do Castelo de Conwy. As muralhas tem 1,3 km de comprimento e incluem 21 torres e três portarias. O projeto foi concluído utilizando grandes quantidades de trabalhadores trazidos da Inglaterra; o custo de construção do castelo e das muralhas juntos foi de aproximadamente £ 15.000, uma soma enorme para a época. As paredes foram ligeiramente danificadas durante a rebelião de Owain Glyndŵr em 1401, mas as mudanças políticas no século XVI reduziram a necessidade de manter tais defesas em volta da cidade. As fortificações foram tratadas com simpatia durante o desenvolvimento dos sistemas rodoviários e ferroviários em Conwy durante o século XIX e sobreviveram praticamente intactas no período moderno. Hoje, as paredes fazem parte do patrimônio mundial da UNESCO administrado pela Cadw. Os historiadores Oliver Creighton e Robert Higham descrevem as defesas como "um dos circuitos murados mais impressionantes" da Europa.